# Francisco Castorena
Francisco Castorena (* 17. September 1921 in Guadalajara, Jalisco; † 24. Mai 2008), auch bekannt unter seinem Spitznamen „El Mudo“, war ein mexikanischer Fußballspieler, der in den 1940er Jahren unter anderem beim Club Deportivo Guadalajara unter Vertrag stand, für den er während der Amateurepoche zumindest von Januar 1940 bis April 1942 sowie nach Einführung der mexikanischen Profiliga in den Spielzeiten 1947/48 (17 Einsätze) und 1948/49 (3 Einsätze) spielte. In diesem Zeitraum bestritt Castorena auch das Pokalfinale der Saison 1947/48, das gegen den Club Deportivo Veracruz verloren wurde.